# جوایز جینی میوزیک
جوایز جینی میوزیک (انگلیسی: Genie Music Awards; کره‌ای: 지니뮤직어워드) یک برنامه جوایز موسیقی است که به صورت سالانه در کره جنوبی برگزار می‌شود و توسط جینی میوزیک به همراه دو شبکه سازماندهی می‌شود. برندگان جایزه بر اساس داده‌های نمودار از پلتفرم جینی میوزیک، ارزیابی داوران و رأی‌گیری آنلاین در کره جنوبی انتخاب می‌شوند.